# Дюлица
Дюлица (болг. Дюлица) — село в Болгарии. Находится в Кырджалийской области, входит в общину Кирково. Население составляет 243 человека.

## Политическая ситуация
В местном кметстве Дюлица, в состав которого входит Дюлица, должность кмета (старосты) исполняет Хюсеин Али Хюсеин (Движение за права и свободы (ДПС)) по результатам выборов.
Кмет (мэр) общины Кирково —  Шукран Кязим Идриз (Движение за права и свободы (ДПС)) по результатам выборов.